# Liste der Silbermünzen des deutschen Kaiserreichs

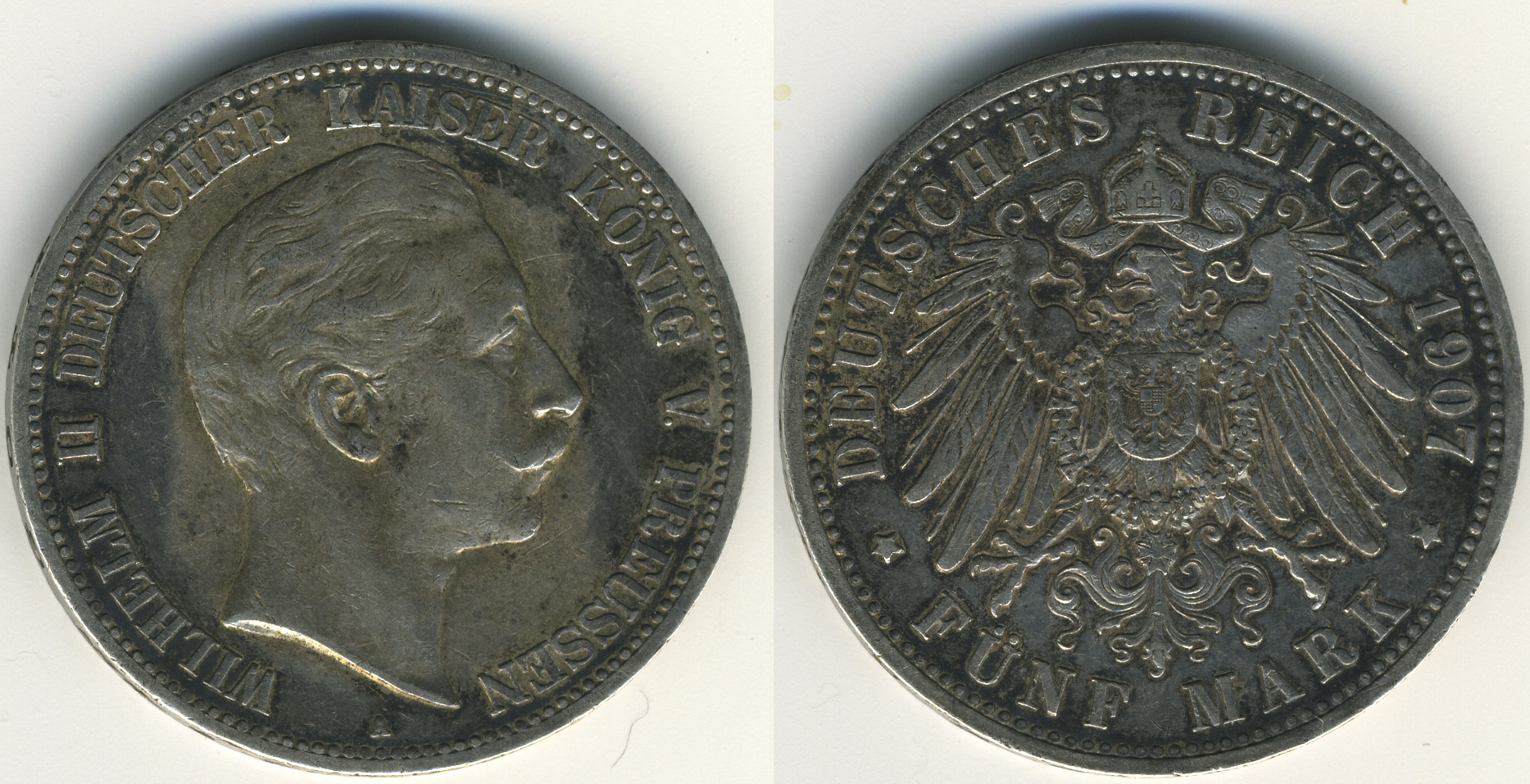
5-Mark-Stück mit Wilhelm II.

Die Bundesstaaten des deutschen Kaiserreichs durften ab 1873 eigene Silbermünzen in den Nennwerten von 2 und 5 Mark herausgeben. Durch das Münzgesetz vom 9. Juli 1873 war geregelt, wie die Münzen zu gestalten waren: Auf der Bildseite durfte nur der Landesherr oder das Wappen der freien Städte Hamburg, Bremen und Lübeck abgebildet sein, und die Münze musste einen Perlkreis besitzen. Auf der Wertseite war nur der Reichsadler in einer bestimmten Gestaltung erlaubt.
Außerdem wurden weitere Silbermünzen mit den Nennwerten 20 Pfennig, 50 Pfennig und 1 Mark herausgegeben. Diese waren jedoch nicht mit dem Porträt eines Herrschers versehen, da sie nicht von einzelnen Bundesstaaten herausgegeben wurden.
1908 wurden erstmals 3-Mark-Münzen geprägt, für die zunächst dieselben Bestimmungen wie für die 2- und 5-Mark-Münzen galten.
Durch das Münzgesetz vom 1. Juni 1909 wurden die Bestimmungen von 1873 gelockert; auf Gedenkmünzen durften nun auch andere Motive abgebildet werden, und der Perlkreis war nicht mehr zwingend vorgeschrieben; außerdem durfte auch die Wertseite eine andere Gestaltung aufweisen.
Teilweise wurden die Münzen in sehr hohen Prägezahlen produziert, so zum Beispiel die Kurs- und Gedenkmünzen des Königreichs Preußen. Für kleinere Territorien mit entsprechend geringer Bevölkerung liegen dagegen vor allem bei Gedenkmünzen deutlich geringere Prägezahlen vor. Kriegsbedingt wurden dagegen die 3-Mark-Gedenkmünze von Sachsen zum 400-jährigen Reformationsjubiläum 1917 nur in 100 Stück sowie Ausgaben zu Regierungsjubiläen in Hessen (1917) und Bayern (1918) nur in wenigen Einzelstücken geprägt.
Die Münzen galten im ganzen Kaiserreich, sodass badische Münzen zum Beispiel auch in Preußen genutzt werden konnten.

## Prägestätten
Die Silbermünzen des Kaiserreichs wurden in neun verschiedenen Münzprägestätten hergestellt:
| Münzzeichen | Ort          | Zeitraum  |
| ----------- | ------------ | --------- |
| A           | Berlin       | ab 1872   |
| B           | Hannover     | 1872–1878 |
| C           | Frankfurt    | 1872–1879 |
| D           | München      | ab 1872   |
| E           | Dresden      | 1872–1887 |
| E           | Muldenhütten | 1887–1953 |
| F           | Stuttgart    | ab 1872   |
| G           | Karlsruhe    | ab 1872   |
| H           | Darmstadt    | 1872–1882 |
| J           | Hamburg      | ab 1875   |

## Nennwert bis 1 Mark
Die Kleinmünzen aus Silber des deutschen Kaiserreichs wurden ab 1873 mit den Nominalen 20 Pfennig und 1 Mark herausgegeben. 50-Pfennig-Münzen prägten die Münzstätten ab 1875. Bereits 1877 wurden die 20-Pfennig-Münzen aus Silber durch solche aus Kupfernickel ersetzt. Ab 1891 wurde, wie auch bei den Münzen mit höherem Nennwert, der Reichsadler mit kleinem Wappen genutzt, während vorher ein Adler mit großem Wappen in Gebrauch war. Nach 1903 wurden keine Münzen mit dem Nennwert 50 Pfennig mehr geprägt, da diese Münzen nun durch das Nominal ½ Mark ersetzt wurden.
| Nennwert   | Avers      | Revers     | Prägezeitraum            | Gewicht | Durchmesser der Münze | Rand- gestaltung |
| ---------- | ---------- | ---------- | ------------------------ | ------- | --------------------- | ---------------- |
| 20 Pfennig | 20 Pfennig | 20 Pfennig | 1873–1877                | 1,111 g | 16,0 mm               | 110 Kerben       |
| 50 Pfennig | 50 Pfennig | 50 Pfennig | 1875–1877                | 2,778 g | 20,0 mm               | 126 Kerben       |
| 50 Pfennig |            |            | 1877–1878                | 2,778 g | 20,0 mm               | 126 Kerben       |
| 50 Pfennig |            |            | 1896 1898 1900–1903      | 2,778 g | 20,0 mm               | 126 Kerben       |
| ½ Mark     | ½ Mark     | ½ Mark     | 1905–1919                | 2,778 g | 20,0 mm               | 90 Kerben        |
| 1 Mark     | 1 Mark     | 1 Mark     | 1873–1883 1885–1887      | 5,556 g | 24,0 mm               | 140 Kerben       |
| 1 Mark     | 1 Mark     | 1 Mark     | 1891–1894 1896 1898–1916 | 5,556 g | 24,0 mm               | 140 Kerben       |

Produziert wurde in allen Prägestätten, wobei jedoch einige in manchen Jahren nicht sämtliche Münzwerte herstellten.
Die Münzen bestehen, wie auch die 2-, 3- und 5-Mark-Münzen, aus 900/1000-Silber.

## Nennwert ab 2 Mark

### Maße und Gewichte
Alle Münzen bestehen aus 900/1000-Silber.
Die 2-Mark-Münzen sind 11,111 Gramm schwer und haben einen Durchmesser von 28 mm.
Die 3-Mark-Münzen sind 16,667 Gramm schwer und haben einen Durchmesser von 33 mm.
Die 5-Mark-Münzen sind 27,778 Gramm schwer und haben einen Durchmesser von 38 mm.
Generell steht der Nennwert von einer Mark für einen Feingehalt von fünf Gramm Silber. Eine Fünf-Mark-Silbermünze enthält also 25 g Silber; im Vergleich dazu gab es auch Fünf-Mark-Goldmünzen mit einem Feingehalt von 1,79 g Gold.

### Wertseiten
Auf den Wertseiten der Silbermünzen ist der Reichsadler abgebildet. Es gibt zwei Varianten, den Adler mit großem Wappen („kleiner Adler“) und den Adler mit kleinem Wappen („großer Adler“). Ersterer wurde bis 1889 benutzt, letzterer ab 1891. Dazwischen wurden keine Silbermünzen geprägt.

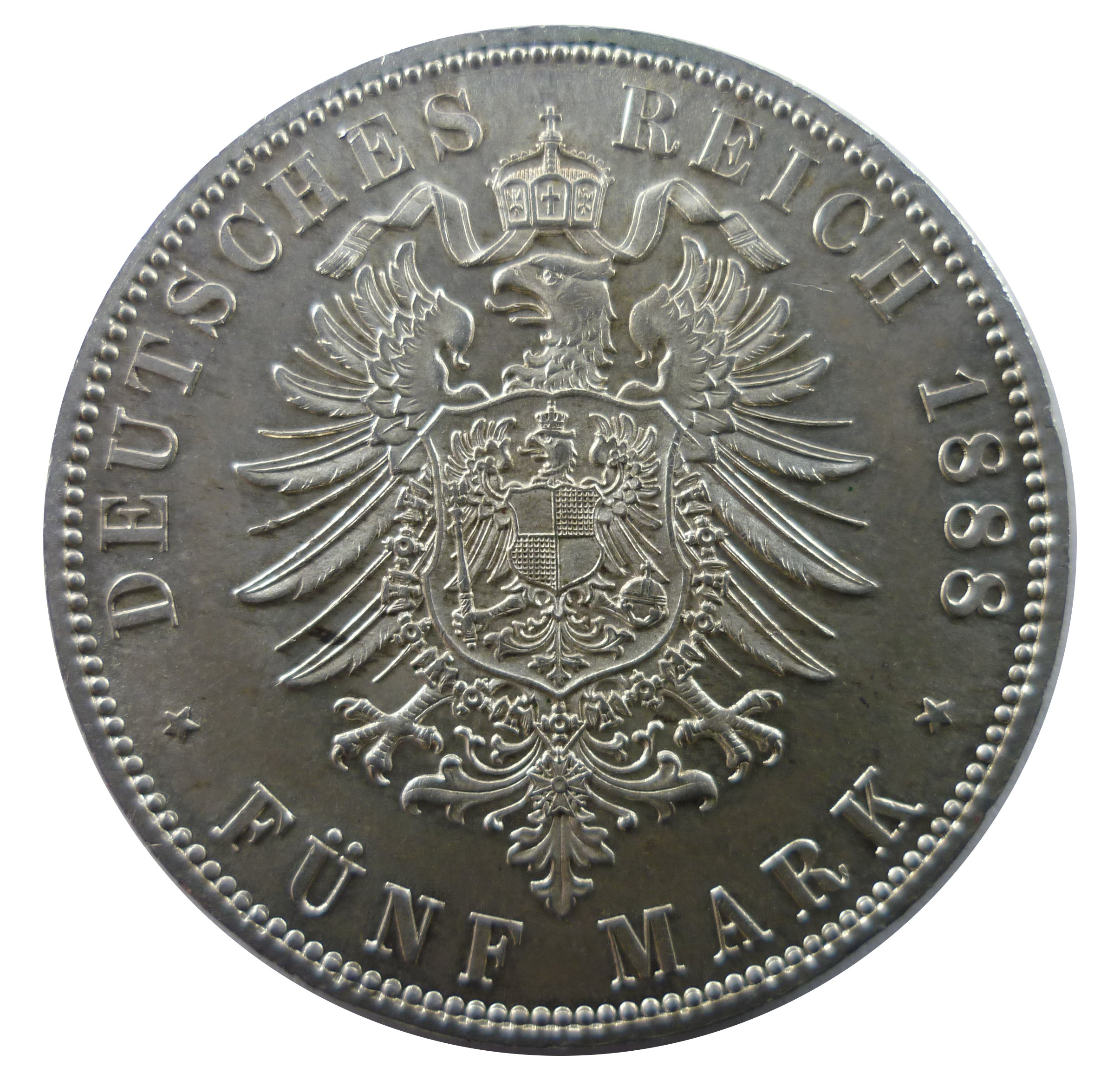
Adler mit großem Wappen („kleiner Adler“)
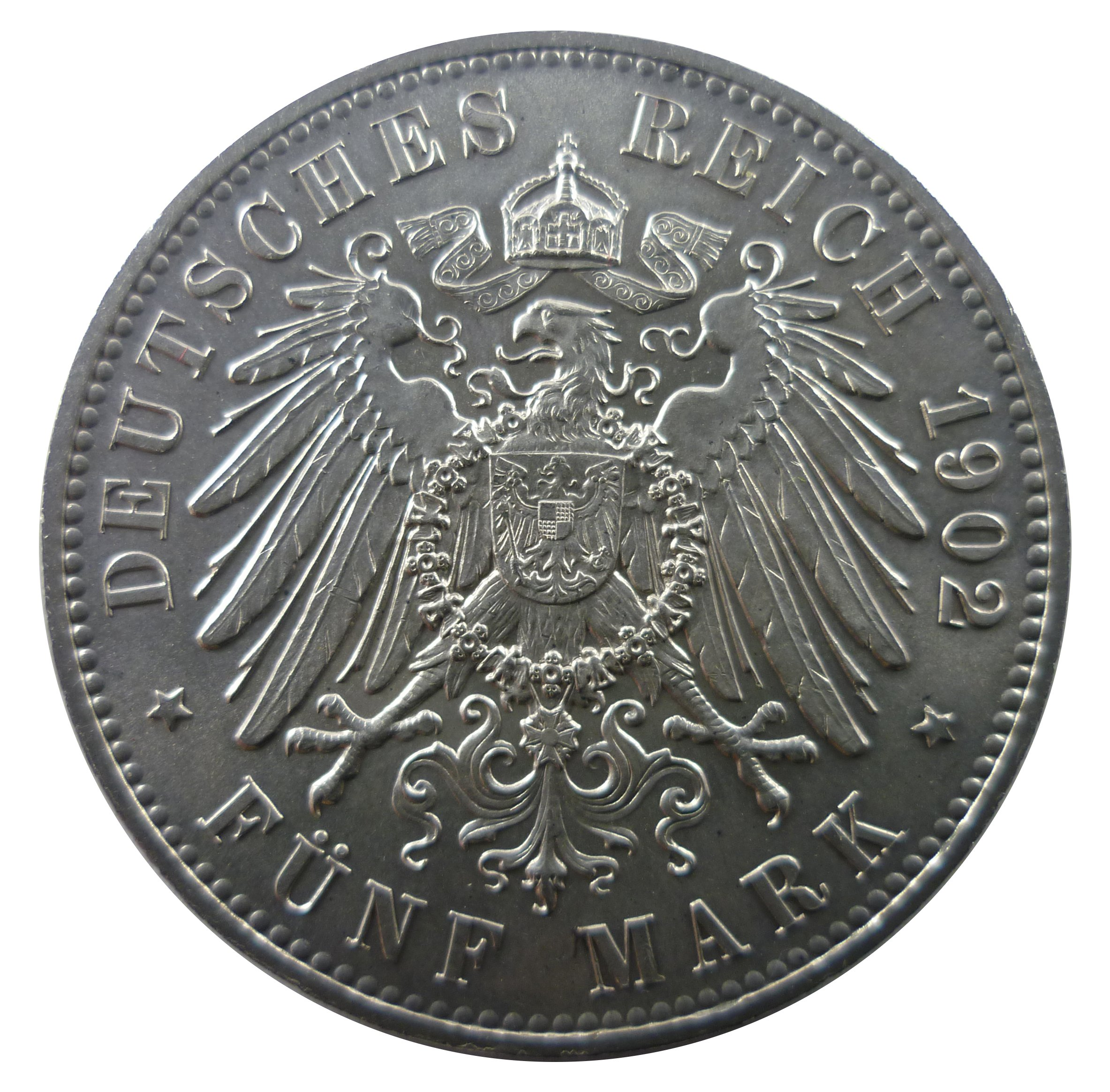
Adler mit kleinem Wappen („großer Adler“)

Die Umschrift lautet:
DEUTSCHES REICH --Jahreszahl--
--Wertangabe--

#### Ausnahmen
Durch das Münzgesetz von 1909 durfte die Wertseite ebenfalls verändert werden.
- Auf den Wertseiten der Münzen „Jahrhundertfeier des Großherzogtums 1915“ (Mecklenburg-Schwerin) und „Jahrhundertfeier der Zugehörigkeit der Grafschaft Mansfeld“ (Preußen) ist eine andere Form des Reichsadlers zu sehen, der sogenannte „Kriegsadler“.
- Die preußischen 3-Mark-Münzen „Jahrhundertfeier der Universität Berlin“ und „Jahrhundertfeier der Universität Breslau“ tragen ebenfalls andere Formen des Reichsadlers.
- Eine Abwandlung des Reichsadlers (Jugendstiladler) ist ebenfalls auf die Wertseite der Münze „Jahrhundertfeier des Großherzogtums Sachsen-Weimar-Eisenach“ geprägt.
- Die Wertseite der Münze „Jahrhundertfeier der Befreiungskriege gegen Frankreich“ ist mit einem Adler, der eine Schlange packt (als Symbol für die napoleonische Fremdherrschaft), versehen.

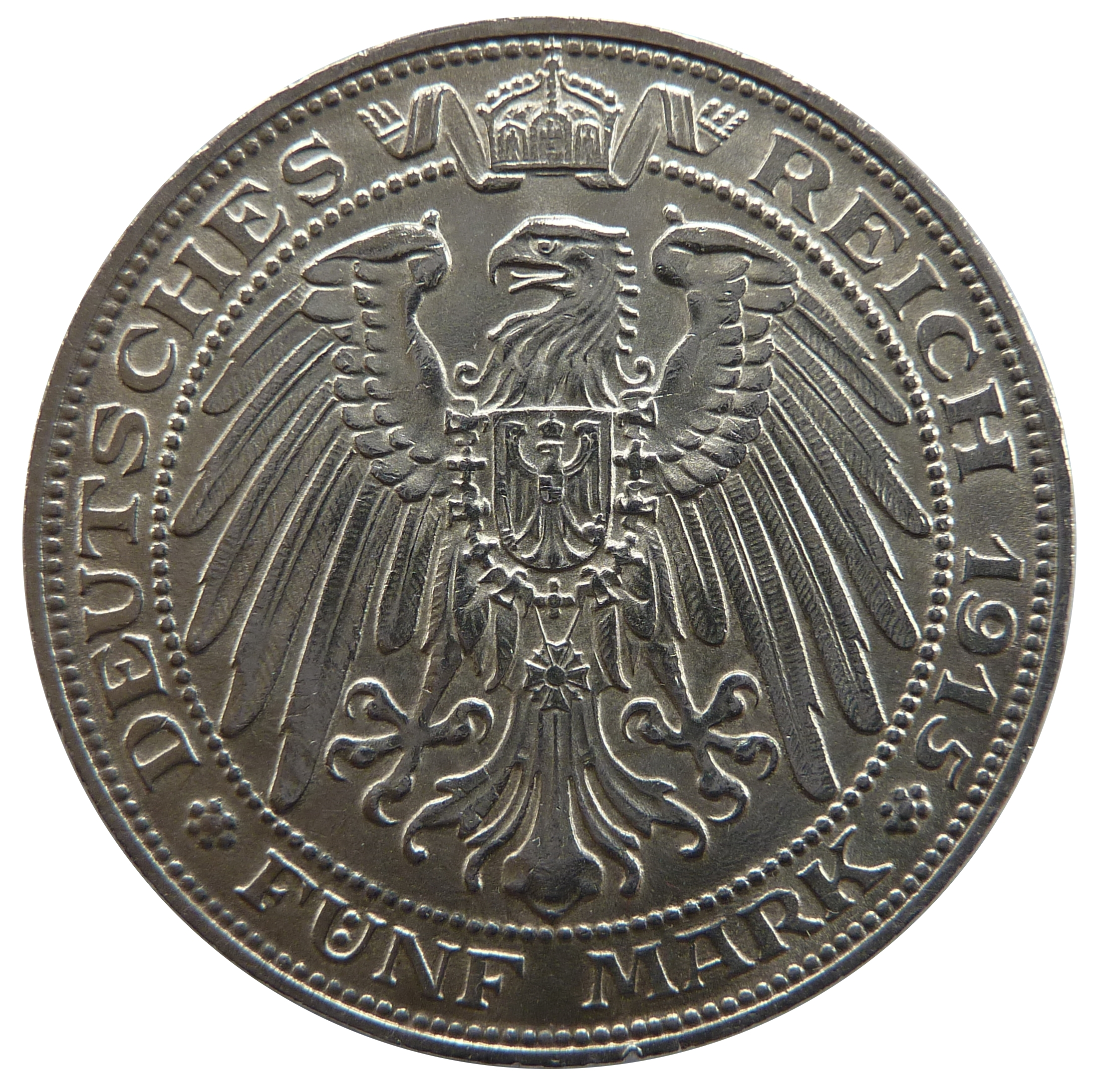
Wertseite der Münze „Jahrhundertfeier Mecklenburg-Schwerin“
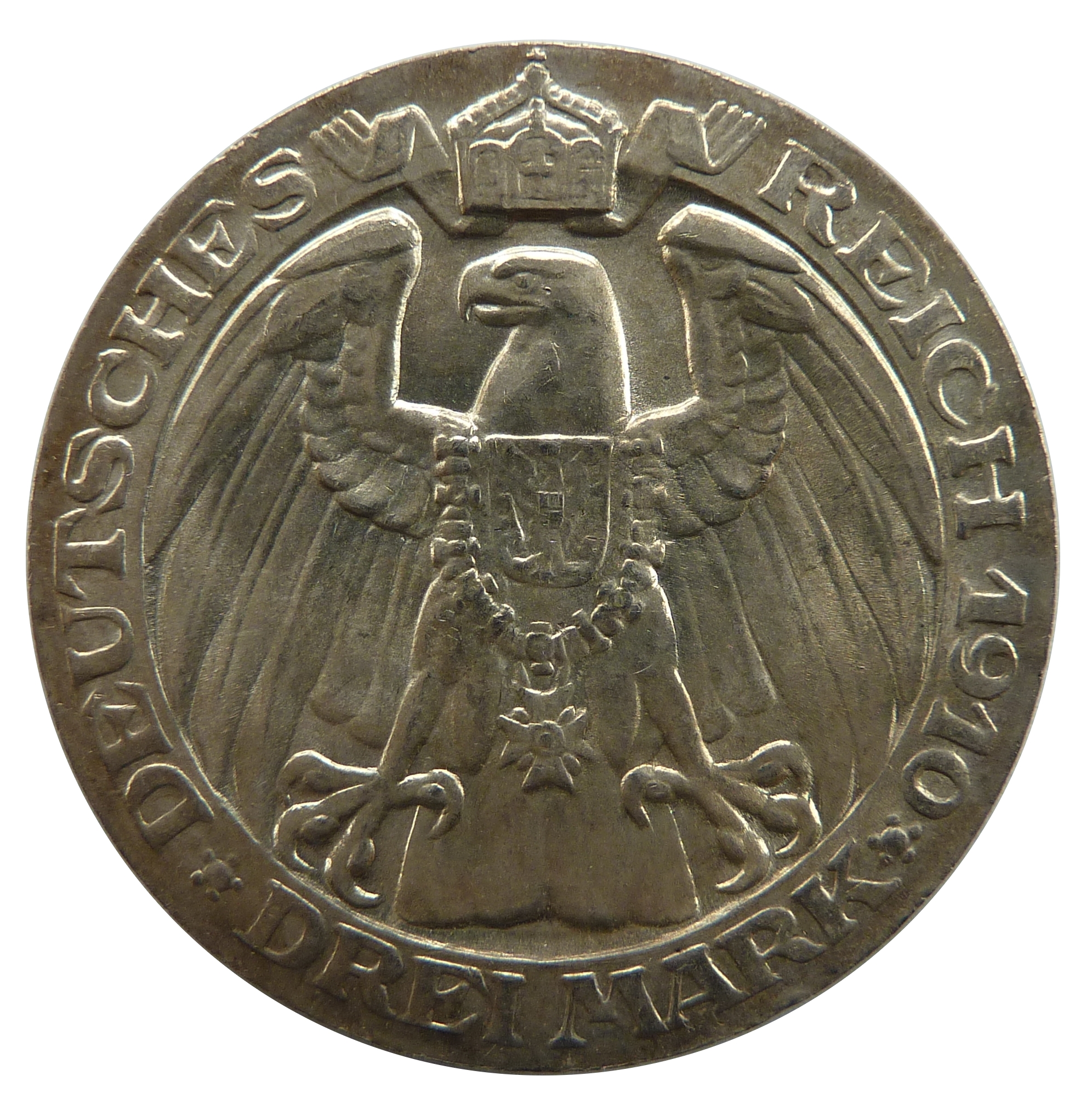
Wertseite der Münze „Jahrhundertfeier Universität Berlin“
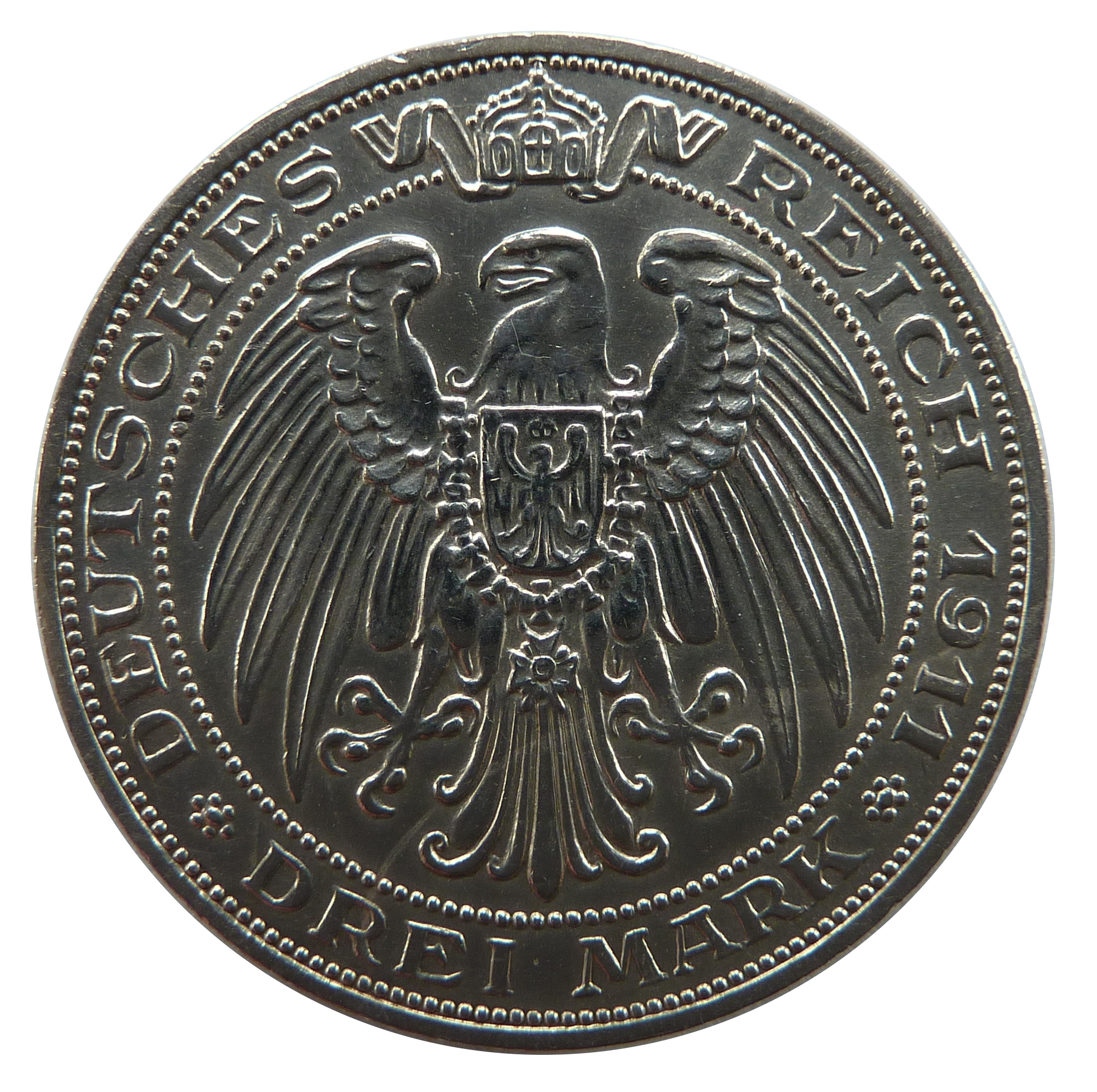
Wertseite der Münze „Jahrhundertfeier Universität Breslau“
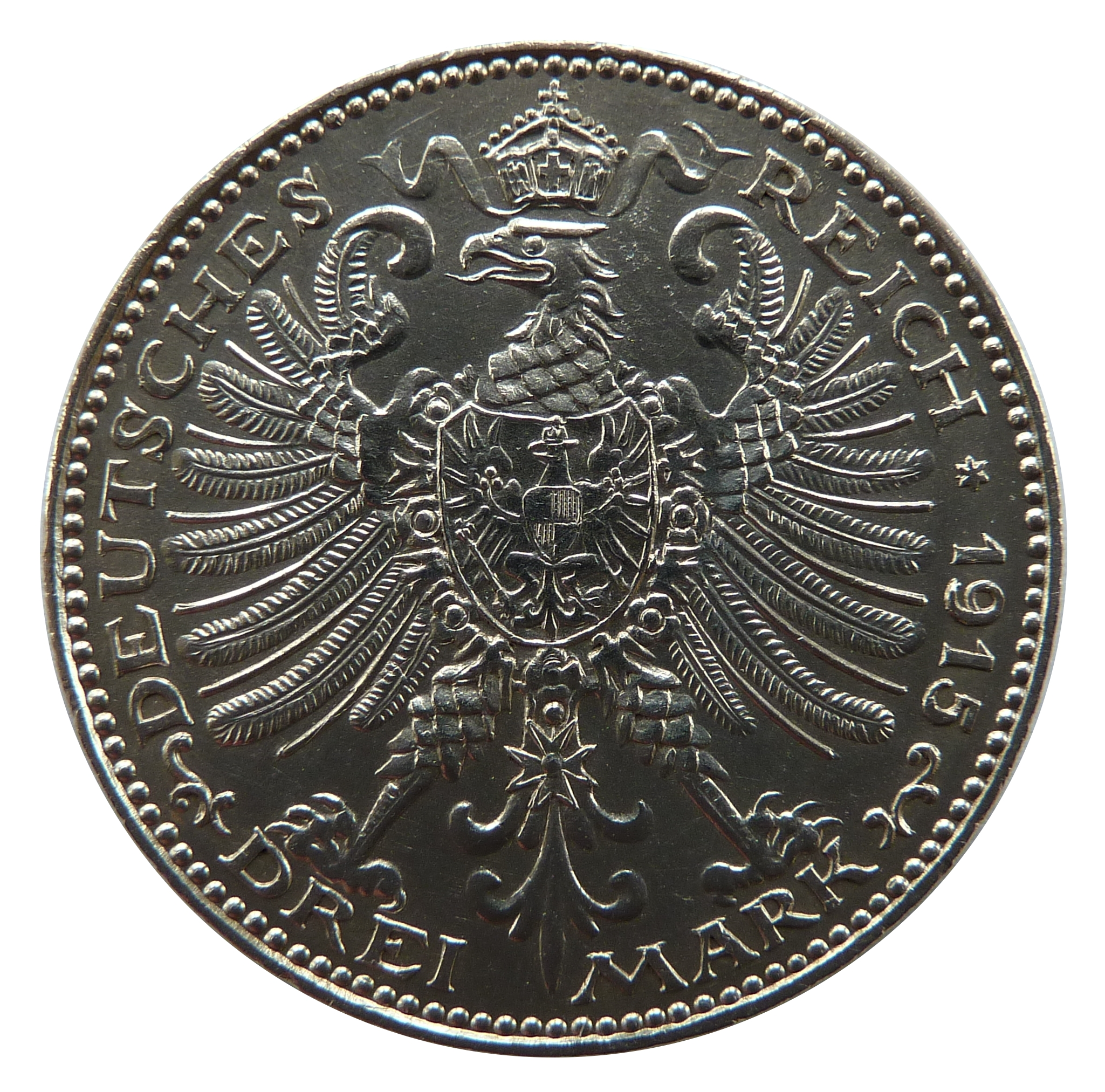
Wertseite der Münze „Jahrhundertfeier Sachsen-Weimar-Eisenach“
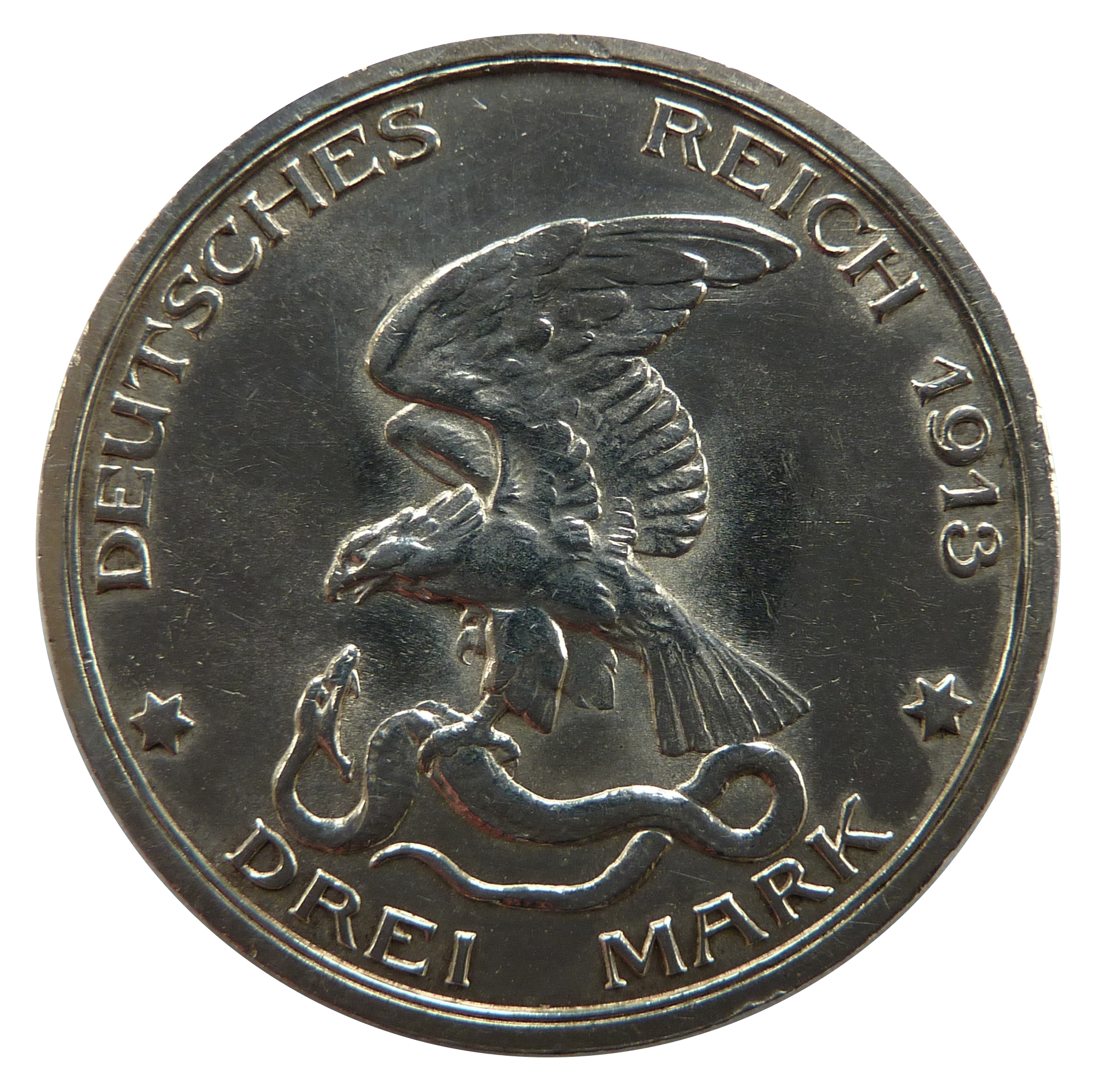
Wertseite der Münze „Jahrhundertfeier der Befreiungskriege“

### Rand
Der Rand der 2-Mark-Stücke ist mit 140 Kerben versehen, während die Randschrift der 3- und 5-Mark-Münzen GOTT MIT UNS lautet. Zwischen den Wörtern befinden sich je zwei Arabesken mit einem eisernen Kreuz dazwischen.

### Liste
Legende:
Nennwert: Der Nennwert einer Münze ist der Wert, der auf der Münze angegeben ist und zu dem die Münzen meistens auch ausgegeben wurden.
Ausgabejahr: Das Ausgabejahr ist das Jahr, in dem eine bestimmte Münze geprägt und ausgegeben wurde.
Kurs-/Gedenkmünze: Eine Kursmünze ist eine Münze ohne festgelegten Ausgabegrund. Sie zeigt nur das Porträt des Fürsten oder das Stadtwappen. Außerdem wird sie meistens auch in mehreren Jahren ausgegeben. Eine Gedenkmünze ist eine Münze, die zu einem bestimmten Anlass, beispielsweise Regierungsjubiläum oder Geburtstag des Herrschers, ausgegeben wird. Diese Münzen wurden jeweils nur in einem Jahr produziert. Sie waren jedoch, wie auch die Kursmünzen, offizielle Zahlungsmittel.
Anlass/Motiv: Hier wird der Anlass von einer Gedenkmünze oder das Motiv einer Kursmünze angegeben.
Prägestätte: Die Münzen wurden meistens nur von einer Prägestätte (siehe oben) produziert, die hier aufgelistet ist.
geprägte Auflage:
- stgl: Diese Münzen wurden auf normale Art und Weise geprägt. Die Erhaltung „Stempelglanz“ besitzt der Großteil der Münzen heute jedoch nicht mehr, da diese sich im Laufe der Zeit abgenutzt haben.
- PP: Diese Münzen werden, getrennt von den anderen, auf eine besondere Art und Weise geprägt. Sie werden aus polierten Ronden mit speziell polierten Stempeln geprägt. Hierdurch erscheinen die Erhebungen der Münze matt, während die Fläche reflektiert. Diese Münzen sind meistens teurer als die normal geprägten Exemplare, da sie auch in den meisten Fällen in geringerer Auflage geprägt wurden. Wenn in der Spalte „PP“ das Wort vorhanden steht, bedeutet dies, dass die Anzahl der PP-Münzen nicht bekannt ist.

| Herzogtum Anhalt Hauptstadt: Dessau; Fläche: 2299 km²                                |           |                                                                                                  |                                                                                                  |                  |                                          |                  |
| Abbildung                                                                            | Nennwert  | Ausgabejahr(e)                                                                                   | Kurs-/Gedenkmünze Anlass/Motiv                                                                   | Präge- stätte    | geprägte Auflage                         | geprägte Auflage |
| Abbildung                                                                            | Nennwert  | Ausgabejahr(e)                                                                                   | Kurs-/Gedenkmünze Anlass/Motiv                                                                   | Präge- stätte    | stgl                                     | PP               |
| Friedrich I.                                                                         | 2 Mark    | 1876                                                                                             | Kursmünze Friedrich I.                                                                           | A                | 200.000                                  | –                |
| Friedrich I.                                                                         | 2 Mark    | 1896                                                                                             | Gedenkmünze 25. Regierungsjubiläum von Friedrich I.                                              | A                | 50.000                                   | vorhanden        |
| Friedrich I.                                                                         | 5 Mark    | 1896                                                                                             | Gedenkmünze 25. Regierungsjubiläum von Friedrich I.                                              | A                | 10.000                                   | vorhanden        |
| Regierungsantritt Friedrich II.                                                      | 2 Mark    | 1904                                                                                             | Gedenkmünze Regierungsantritt von Friedrich II.                                                  | A                | 50.000                                   | 150              |
| Friedrich II.                                                                        | 3 Mark    | 1909 1911                                                                                        | Kursmünze Friedrich II.                                                                          | A                | 100.000                                  | 100              |
| Silberne Hochzeit                                                                    | 3 Mark    | 1914                                                                                             | Gedenkmünze Silberne Hochzeit von Friedrich II. und Marie                                        | A                | 200.000                                  | 1.000            |
| Silberne Hochzeit                                                                    | 5 Mark    | 1914                                                                                             | Gedenkmünze Silberne Hochzeit von Friedrich II. und Marie                                        | A                | 30.000                                   | 1.000            |
| Großherzogtum Baden Hauptstadt: Karlsruhe; Fläche: 15.069 km²                        |           |                                                                                                  |                                                                                                  |                  |                                          |                  |
| Abbildung                                                                            | Nennwert  | Ausgabejahr(e)                                                                                   | Kurs-/Gedenkmünze Anlass/Motiv                                                                   | Präge- stätte    | geprägte Auflage                         | geprägte Auflage |
| Abbildung                                                                            | Nennwert  | Ausgabejahr(e)                                                                                   | Kurs-/Gedenkmünze Anlass/Motiv                                                                   | Präge- stätte    | stgl                                     | PP               |
| Friedrich I.                                                                         | 2 Mark    | 1876 1877 1880 1883 1888                                                                         | Kursmünze Friedrich I.                                                                           | G                | 1.739.038 763.927 74.000 45.493 75.279   | vorhanden        |
| Friedrich I.                                                                         | 5 Mark    | 1874–1876 1888                                                                                   | Kursmünze Friedrich I.                                                                           | G                | 786.994 30.111                           | vorhanden        |
| Friedrich I.                                                                         | 2 Mark    | 1892 1894 1896 1898–1902                                                                         | Kursmünze Friedrich I.                                                                           | G                | 106.750 213.520 1.093.412                | vorhanden        |
| Friedrich I.                                                                         | 5 Mark    | 1891 1893–1895 1898–1902                                                                         | Kursmünze Friedrich I.                                                                           | G                | 42.700 177.033 491.605                   | vorhanden        |
| 50. Regierungsjubiläum v. Friedrich I.                                               | 2 Mark    | 1902                                                                                             | Gedenkmünze 50. Regierungsjubiläum von Friedrich I.                                              | G                | 375.018                                  | –                |
| 50. Regierungsjubiläum v. Friedrich I.                                               | 5 Mark    | 1902                                                                                             | Gedenkmünze 50. Regierungsjubiläum von Friedrich I.                                              | G                | 50.024                                   | –                |
| Friedrich I.                                                                         | 2 Mark    | 1902–1907                                                                                        | Kursmünze Friedrich I.                                                                           | G                | 3.444.401                                | vorhanden        |
| Friedrich I.                                                                         | 5 Mark    | 1902–1904 1907                                                                                   | Kursmünze Friedrich I.                                                                           | G                | 805.119 243.821                          | vorhanden        |
| Goldene Hochzeit                                                                     | 2 Mark    | 1906                                                                                             | Gedenkmünze Goldene Hochzeit von Friedrich I. und Luise                                          | G                | 350.000                                  | –                |
| Goldene Hochzeit                                                                     | 5 Mark    | 1906                                                                                             | Gedenkmünze Goldene Hochzeit von Friedrich I. und Luise                                          | G                | 60.000                                   | –                |
| Tod Friedrichs I.                                                                    | 2 Mark    | 1907                                                                                             | Gedenkmünze Tod Friedrichs I.                                                                    | G                | 350.002                                  | vorhanden        |
| Tod Friedrichs I.                                                                    | 5 Mark    | 1907                                                                                             | Gedenkmünze Tod Friedrichs I.                                                                    | G                | 60.000                                   | vorhanden        |
| Friedrich II.                                                                        | 2 Mark    | 1911 1913                                                                                        | Kursmünze Friedrich II.                                                                          | G                | 77.000 289.690                           | vorhanden        |
| Friedrich II.                                                                        | 3 Mark    | 1908–1915                                                                                        | Kursmünze Friedrich II.                                                                          | G                | 3.464.251                                | vorhanden        |
| Friedrich II.                                                                        | 5 Mark    | 1908 1913                                                                                        | Kursmünze Friedrich II.                                                                          | G                | 281.568 244.000                          | vorhanden        |
| Königreich Bayern Hauptstadt: München; Fläche: 75.865 km²                            |           |                                                                                                  |                                                                                                  |                  |                                          |                  |
| Abbildung                                                                            | Nennwert  | Ausgabejahr(e)                                                                                   | Kurs-/Gedenkmünze Anlass/Motiv                                                                   | Präge- stätte    | geprägte Auflage                         | geprägte Auflage |
| Abbildung                                                                            | Nennwert  | Ausgabejahr(e)                                                                                   | Kurs-/Gedenkmünze Anlass/Motiv                                                                   | Präge- stätte    | stgl                                     | PP               |
| Ludwig II.                                                                           | 2 Mark    | 1876 1877 1880 1883                                                                              | Kursmünze Ludwig II.                                                                             | D                | 5.370.139 1.511.500 168.974 104.217      | vorhanden        |
| Ludwig II.                                                                           | 5 Mark    | 1874–1876                                                                                        | Kursmünze Ludwig II.                                                                             | D                | 1.871.266                                | vorhanden        |
| Otto                                                                                 | 2 Mark    | 1888                                                                                             | Kursmünze Otto                                                                                   | D                | 172.368                                  | –                |
| Otto                                                                                 | 5 Mark    | 1888                                                                                             | Kursmünze Otto                                                                                   | D                | 68.947                                   | –                |
| Otto                                                                                 | 2 Mark    | 1891 1893 1896 1898–1908 1912–1913                                                               | Kursmünze Otto                                                                                   | D                | 246.050 492.131 12.733.516 311.350       | vorhanden        |
| Otto                                                                                 | 5 Mark    | 1891 1893–1896 1898–1908 1913                                                                    | Kursmünze Otto                                                                                   | D                | 98.420 407.741 4.420.268 420.000         | vorhanden        |
| Otto                                                                                 | 3 Mark    | 1908–1913                                                                                        | Kursmünze Otto                                                                                   | D                | 6.592.442                                | vorhanden        |
| Luitpold                                                                             | 2 Mark    | 1911                                                                                             | Gedenkmünze 90. Geburtstag und 25. Regentschaftsjubiläum Prinzregent Luitpold                    | D                | 640.000                                  | vorhanden        |
| Luitpold                                                                             | 3 Mark    | 1911                                                                                             | Gedenkmünze 90. Geburtstag und 25. Regentschaftsjubiläum Prinzregent Luitpold                    | D                | 639.721                                  | vorhanden        |
| Luitpold                                                                             | 5 Mark    | 1911                                                                                             | Gedenkmünze 90. Geburtstag und 25. Regentschaftsjubiläum Prinzregent Luitpold                    | D                | 160.000                                  | vorhanden        |
| Ludwig III.                                                                          | 2 Mark    | 1914                                                                                             | Kursmünze Ludwig III.                                                                            | D                | 573.533                                  | vorhanden        |
| Ludwig III.                                                                          | 3 Mark    | 1914                                                                                             | Kursmünze Ludwig III.                                                                            | D                | 717.460                                  | vorhanden        |
| Ludwig III.                                                                          | 5 Mark    | 1914                                                                                             | Kursmünze Ludwig III.                                                                            | D                | 142.400                                  | vorhanden        |
|                                                                                      | 3 Mark    | 1918                                                                                             | Gedenkmünze Goldene Hochzeit Ludwig III. und Marie                                               | D                | 130                                      | 5                |
| Herzogtum Braunschweig Hauptstadt: Braunschweig; Fläche: 3672 km²                    |           |                                                                                                  |                                                                                                  |                  |                                          |                  |
| Abbildung                                                                            | Nennwert  | Ausgabejahr(e)                                                                                   | Kurs-/Gedenkmünze Anlass/Motiv                                                                   | Präge- stätte    | geprägte Auflage                         | geprägte Auflage |
| Abbildung                                                                            | Nennwert  | Ausgabejahr(e)                                                                                   | Kurs-/Gedenkmünze Anlass/Motiv                                                                   | Präge- stätte    | stgl                                     | PP               |
|                                                                                      | 3 Mark    | 1915                                                                                             | Gedenkmünze Regierungsantritt Ernst August; Hochzeit mit Viktoria Luise (ohne Lüneburg im Titel) | A                | wenige                                   | ca. 1.700        |
| 5 Mark                                                                               | 1915      | Gedenkmünze Regierungsantritt Ernst August; Hochzeit mit Viktoria Luise (ohne Lüneburg im Titel) | A                                                                                                | wenige           | ca. 1.400                                |                  |
| Regierungsantritt E. A.                                                              | 3 Mark    | 1915                                                                                             | Gedenkmünze Regierungsantritt Ernst August; Hochzeit mit Viktoria Luise                          | A                | 31.634                                   | –                |
| Regierungsantritt E. A.                                                              | 5 Mark    | 1915                                                                                             | Gedenkmünze Regierungsantritt Ernst August; Hochzeit mit Viktoria Luise                          | A                | 8.600                                    | vorhanden        |
| Freie Hansestadt Bremen Hauptstadt: Bremen; Fläche: 256 km²                          |           |                                                                                                  |                                                                                                  |                  |                                          |                  |
| Abbildung                                                                            | Nennwert  | Ausgabejahr(e)                                                                                   | Kurs-/Gedenkmünze Anlass/Motiv                                                                   | Präge- stätte    | geprägte Auflage                         | geprägte Auflage |
| Abbildung                                                                            | Nennwert  | Ausgabejahr(e)                                                                                   | Kurs-/Gedenkmünze Anlass/Motiv                                                                   | Präge- stätte    | stgl                                     | PP               |
| Bremen                                                                               | 2 Mark    | 1904                                                                                             | Kursmünze Wappen der Freien Hansestadt Bremen                                                    | J                | 100.000                                  | 200              |
| Bremen                                                                               | 5 Mark    | 1906                                                                                             | Kursmünze Wappen der Freien Hansestadt Bremen                                                    | J                | 40.846                                   | 600              |
| Freie und Hansestadt Hamburg Hauptstadt: Hamburg; Fläche: 415 km²                    |           |                                                                                                  |                                                                                                  |                  |                                          |                  |
| Abbildung                                                                            | Nennwert  | Ausgabejahr(e)                                                                                   | Kurs-/Gedenkmünze Anlass/Motiv                                                                   | Präge- stätte    | geprägte Auflage                         | geprägte Auflage |
| Abbildung                                                                            | Nennwert  | Ausgabejahr(e)                                                                                   | Kurs-/Gedenkmünze Anlass/Motiv                                                                   | Präge- stätte    | stgl                                     | PP               |
| Hamburg                                                                              | 2 Mark    | 1876–1878 1880 1883 1888                                                                         | Kursmünze Wappen der Freien und Hansestadt Hamburg                                               | J                | 4.811.142 98.936 60.446 99.820           | vorhanden        |
| Hamburg                                                                              | 5 Mark    | 1875–1876 1888                                                                                   | Kursmünze Wappen der Freien und Hansestadt Hamburg                                               | J                | 1.215.661 40.363                         | vorhanden        |
| Hamburg                                                                              | 2 Mark    | 1892–1893 1896 1898–1908 1911–1914                                                               | Kursmünze Wappen der Freien und Hansestadt Hamburg                                               | J                | 286.775 286.434 7.329.908 715.833        | vorhanden        |
| Hamburg                                                                              | 3 Mark    | 1908–1914                                                                                        | Kursmünze Wappen der Freien und Hansestadt Hamburg                                               | J                | 4.654.966                                | vorhanden        |
| Hamburg                                                                              | 5 Mark    | 1891 1893–1896 1898–1908 1913                                                                    | Kursmünze Wappen der Freien und Hansestadt Hamburg                                               | J                | 59.409 234.400 2.585.475 326.800         | vorhanden        |
| Großherzogtum Hessen Hauptstadt: Darmstadt; Fläche: 7688 km²                         |           |                                                                                                  |                                                                                                  |                  |                                          |                  |
| Abbildung                                                                            | Nennwert  | Ausgabejahr(e)                                                                                   | Kurs-/Gedenkmünze Anlass/Motiv                                                                   | Präge- stätte    | geprägte Auflage                         | geprägte Auflage |
| Abbildung                                                                            | Nennwert  | Ausgabejahr(e)                                                                                   | Kurs-/Gedenkmünze Anlass/Motiv                                                                   | Präge- stätte    | stgl                                     | PP               |
| Ludwig III.                                                                          | 2 Mark    | 1876–1877                                                                                        | Kursmünze Ludwig III.                                                                            | H                | 540.108                                  | vorhanden        |
| Ludwig III.                                                                          | 5 Mark    | 1875–1876                                                                                        | Kursmünze Ludwig III.                                                                            | H                | 438.485                                  | vorhanden        |
|                                                                                      | 2 Mark    | 1888                                                                                             | Kursmünze Ludwig IV.                                                                             | A                | 22.350                                   | 500              |
| 5 Mark                                                                               | 1888      | Kursmünze Ludwig IV.                                                                             | A                                                                                                | 8.940            | 400                                      |                  |
| 2 Mark                                                                               | 1891      | Kursmünze Ludwig IV.                                                                             | A                                                                                                | 62.650           | vorhanden                                |                  |
| 5 Mark                                                                               | 1891      | Kursmünze Ludwig IV.                                                                             | A                                                                                                | 25.060           | vorhanden                                |                  |
| Ernst Ludwig                                                                         | 2 Mark    | 1895–1896 1898–1900                                                                              | Kursmünze Ernst Ludwig                                                                           | A                | 62.650 96.600                            | 200 688          |
| Ernst Ludwig                                                                         | 5 Mark    | 1895 1898–1900                                                                                   | Kursmünze Ernst Ludwig                                                                           | A                | 39.380 73.280                            | 200 566          |
| Philipp der Großmütige                                                               | 2 Mark    | 1904                                                                                             | Gedenkmünze 400. Geburtstag Philipps des Großmütigen                                             | A                | 100.000                                  | 2.250            |
| Philipp der Großmütige                                                               | 5 Mark    | 1904                                                                                             | Gedenkmünze 400. Geburtstag Philipps des Großmütigen                                             | A                | 40.000                                   | 700              |
| Ernst Ludwig                                                                         | 3 Mark    | 1910                                                                                             | Kursmünze Ernst Ludwig                                                                           | A                | 200.000                                  | 500              |
|                                                                                      | 3 Mark    | 1917                                                                                             | Gedenkmünze 25. Regierungsjubiläum Ernst Ludwigs                                                 | A                | wenige                                   | ca. 1.330        |
| Fürstentum Lippe Hauptstadt: Detmold; Fläche: 1215 km²                               |           |                                                                                                  |                                                                                                  |                  |                                          |                  |
| Abbildung                                                                            | Nennwert  | Ausgabejahr(e)                                                                                   | Kurs-/Gedenkmünze Anlass/Motiv                                                                   | Präge- stätte    | geprägte Auflage                         | geprägte Auflage |
| Abbildung                                                                            | Nennwert  | Ausgabejahr(e)                                                                                   | Kurs-/Gedenkmünze Anlass/Motiv                                                                   | Präge- stätte    | stgl                                     | PP               |
| Leopold IV.                                                                          | 2 Mark    | 1906                                                                                             | Kursmünze Leopold IV.                                                                            | A                | 20.000                                   | 1.100            |
| Leopold IV.                                                                          | 3 Mark    | 1913                                                                                             | Kursmünze Leopold IV.                                                                            | A                | 15.000                                   | 100              |
| Freie und Hansestadt Lübeck Hauptstadt: Lübeck; Fläche: 298 km²                      |           |                                                                                                  |                                                                                                  |                  |                                          |                  |
| Abbildung                                                                            | Nennwert  | Ausgabejahr(e)                                                                                   | Kurs-/Gedenkmünze Anlass/Motiv                                                                   | Präge- stätte    | geprägte Auflage                         | geprägte Auflage |
| Abbildung                                                                            | Nennwert  | Ausgabejahr(e)                                                                                   | Kurs-/Gedenkmünze Anlass/Motiv                                                                   | Präge- stätte    | stgl                                     | PP               |
| Lübeck                                                                               | 2 Mark    | 1901                                                                                             | Kursmünze Wappen der Freien und Hansestadt Lübeck                                                | A                | 25.000                                   | 250              |
| Lübeck                                                                               | 2 Mark    | 1904–1907 1911–1912                                                                              | Kursmünze Wappen der Freien und Hansestadt Lübeck                                                | A                | 100.000 50.000                           | 578              |
| Lübeck                                                                               | 3 Mark    | 1908–1914                                                                                        | Kursmünze Wappen der Freien und Hansestadt Lübeck                                                | A                | 174.002                                  | vorhanden        |
| Lübeck                                                                               | 5 Mark    | 1904 1907–1908 1913                                                                              | Kursmünze Wappen der Freien und Hansestadt Lübeck                                                | A                | 10.000 20.000 6.000                      | 200 vorhanden    |
| Großherzogtum Mecklenburg-Schwerin Hauptstadt: Schwerin; Fläche: 13.127 km²          |           |                                                                                                  |                                                                                                  |                  |                                          |                  |
| Abbildung                                                                            | Nennwert  | Ausgabejahr(e)                                                                                   | Kurs-/Gedenkmünze Anlass/Motiv                                                                   | Präge- stätte    | geprägte Auflage                         | geprägte Auflage |
| Abbildung                                                                            | Nennwert  | Ausgabejahr(e)                                                                                   | Kurs-/Gedenkmünze Anlass/Motiv                                                                   | Präge- stätte    | stgl                                     | PP               |
|                                                                                      | 2 Mark    | 1876                                                                                             | Kursmünze Friedrich Franz II.                                                                    | A                | 300.000                                  | –                |
|                                                                                      | 2 Mark    | 1901                                                                                             | Gedenkmünze Regierungsantritt von Friedrich Franz IV. nach erreichter Volljährigkeit             | A                | 50.000                                   | 1.000            |
| Hochzeit mit Alexandra                                                               | 2 Mark    | 1904                                                                                             | Gedenkmünze Hochzeit von Friedrich Franz IV. und Alexandra                                       | A                | 100.000                                  | 6.000            |
| Hochzeit mit Alexandra                                                               | 5 Mark    | 1904                                                                                             | Gedenkmünze Hochzeit von Friedrich Franz IV. und Alexandra                                       | A                | 40.000                                   | 2.500            |
| Jahrhundertfeier                                                                     | 3 Mark    | 1915                                                                                             | Gedenkmünze Jahrhundertfeier des Großherzogtums                                                  | A                | 33.334                                   | vorhanden        |
| Jahrhundertfeier                                                                     | 5 Mark    | 1915                                                                                             | Gedenkmünze Jahrhundertfeier des Großherzogtums                                                  | A                | 10.000                                   | vorhanden        |
| Großherzogtum Mecklenburg-Strelitz Hauptstadt: Neustrelitz; Fläche: 2929 km²         |           |                                                                                                  |                                                                                                  |                  |                                          |                  |
| Abbildung                                                                            | Nennwert  | Ausgabejahr(e)                                                                                   | Kurs-/Gedenkmünze Anlass/Motiv                                                                   | Präge- stätte    | geprägte Auflage                         | geprägte Auflage |
| Abbildung                                                                            | Nennwert  | Ausgabejahr(e)                                                                                   | Kurs-/Gedenkmünze Anlass/Motiv                                                                   | Präge- stätte    | stgl                                     | PP               |
|                                                                                      | 2 Mark    | 1877                                                                                             | Kursmünze Friedrich Wilhelm                                                                      | A                | 100.000                                  | vorhanden        |
| Adolf Friedrich V.                                                                   | 2 Mark    | 1905                                                                                             | Kursmünze Adolf Friedrich V.                                                                     | A                | 10.000                                   | 2.500            |
|                                                                                      | 3 Mark    | 1913                                                                                             | Kursmünze Adolf Friedrich V.                                                                     | A                | 7.000                                    | vorhanden        |
| Großherzogtum Oldenburg Hauptstadt: Oldenburg; Fläche: 6424 km²                      |           |                                                                                                  |                                                                                                  |                  |                                          |                  |
| Abbildung                                                                            | Nennwert  | Ausgabejahr(e)                                                                                   | Kurs-/Gedenkmünze Anlass/Motiv                                                                   | Präge- stätte    | geprägte Auflage                         | geprägte Auflage |
| Abbildung                                                                            | Nennwert  | Ausgabejahr(e)                                                                                   | Kurs-/Gedenkmünze Anlass/Motiv                                                                   | Präge- stätte    | stgl                                     | PP               |
| Nicolaus Friedrich Peter                                                             | 2 Mark    | 1891                                                                                             | Kursmünze Nicolaus Friedrich Peter                                                               | A                | 100.000                                  | vorhanden        |
| Friedrich August                                                                     | 2 Mark    | 1900–1901                                                                                        | Kursmünze Friedrich August                                                                       | A                | 175.000                                  | 260              |
| Friedrich August                                                                     | 5 Mark    | 1900–1901                                                                                        | Kursmünze Friedrich August                                                                       | A                | 30.000                                   | 170              |
| Königreich Preußen Hauptstadt: Berlin; Fläche: 348.780 km²                           |           |                                                                                                  |                                                                                                  |                  |                                          |                  |
| Abbildung                                                                            | Nennwert  | Ausgabejahr(e)                                                                                   | Kurs-/Gedenkmünze Anlass/Motiv                                                                   | Präge- stätte(n) | geprägte Auflage                         | geprägte Auflage |
| Abbildung                                                                            | Nennwert  | Ausgabejahr(e)                                                                                   | Kurs-/Gedenkmünze Anlass/Motiv                                                                   | Präge- stätte(n) | stgl                                     | PP               |
| Wilhelm I.                                                                           | 2 Mark    | 1876–1877 1879–1880 1883–1884                                                                    | Kursmünze Wilhelm I.                                                                             | A, B, C A        | 28.827.953 693.975 304.640               | vorhanden        |
| Wilhelm I.                                                                           | 5 Mark    | 1874–1876                                                                                        | Kursmünze Wilhelm I.                                                                             | A, B, C          | 7.562.000                                | vorhanden        |
| Friedrich III.                                                                       | 2 Mark    | 1888                                                                                             | Kursmünze Friedrich III.                                                                         | A                | 500.000                                  | vorhanden        |
| Friedrich III.                                                                       | 5 Mark    | 1888                                                                                             | Kursmünze Friedrich III.                                                                         | A                | 200.000                                  | vorhanden        |
| Wilhelm II.                                                                          | 2 Mark    | 1888                                                                                             | Kursmünze Wilhelm II.                                                                            | A                | 140.512                                  | vorhanden        |
| Wilhelm II.                                                                          | 5 Mark    | 1888                                                                                             | Kursmünze Wilhelm II.                                                                            | A                | 56.204                                   | vorhanden        |
| Wilhelm II.                                                                          | 2 Mark    | 1891–1893 1896 1898–1908 1911–1912                                                               | Kursmünze Wilhelm II.                                                                            | A                | 1.674.000 1.771.853 45.395.392 1.914.288 | vorhanden        |
| Wilhelm II.                                                                          | 3 Mark    | 1908–1912                                                                                        | Kursmünze Wilhelm II.                                                                            | A                | 22.660.469                               | vorhanden        |
| Wilhelm II.                                                                          | 5 Mark    | 1891–1896 1898–1904 1906–1908                                                                    | Kursmünze Wilhelm II.                                                                            | A                | 1.886.723 11.273.459 5.363.880           | vorhanden        |
| 200 Jahre Preußen                                                                    | 2 Mark    | 1901                                                                                             | Gedenkmünze 200 Jahre Königreich Preußen                                                         | A                | 2.600.000                                | vorhanden        |
| 200 Jahre Preußen                                                                    | 5 Mark    | 1901                                                                                             | Gedenkmünze 200 Jahre Königreich Preußen                                                         | A                | 460.000                                  | vorhanden        |
| Jahrhundertfeier Universität Berlin                                                  | 3 Mark    | 1910                                                                                             | Gedenkmünze Jahrhundertfeier der Universität Berlin                                              | A                | 200.000                                  | 2.000            |
| Jahrhundertfeier Universität Breslau                                                 | 3 Mark    | 1911                                                                                             | Gedenkmünze Jahrhundertfeier der Universität Breslau                                             | A                | 400.000                                  | vorhanden        |
| Jahrhundertfeier Befreiungskriege                                                    | 2 Mark    | 1913                                                                                             | Gedenkmünze Jahrhundertfeier der Befreiungskriege gegen Frankreich                               | A                | 1.500.000                                | vorhanden        |
| Jahrhundertfeier Befreiungskriege                                                    | 3 Mark    | 1913                                                                                             | Gedenkmünze Jahrhundertfeier der Befreiungskriege gegen Frankreich                               | A                | 2.000.000                                | vorhanden        |
| Regierungsjubiläum                                                                   | 2 Mark    | 1913                                                                                             | Gedenkmünze 25-jähriges Regierungsjubiläum von Wilhelm II.                                       | A                | 1.500.000                                | 5.000            |
| Regierungsjubiläum                                                                   | 3 Mark    | 1913                                                                                             | Gedenkmünze 25-jähriges Regierungsjubiläum von Wilhelm II.                                       | A                | 2.000.000                                | 6.000            |
| Regierungsjubiläum Wilhelm II.                                                       | 3 Mark    | 1914                                                                                             | Gedenkmünze 25-jähriges Regierungsjubiläum von Wilhelm II. (ohne Lorbeerzweig und Jahreszahlen)  | A                | 2.564.101                                | vorhanden        |
| Regierungsjubiläum Wilhelm II.                                                       | 5 Mark    | 1913–1914                                                                                        | Gedenkmünze 25-jähriges Regierungsjubiläum von Wilhelm II. (ohne Lorbeerzweig und Jahreszahlen)  | A                | 3.548.891                                | vorhanden        |
| Grafschaft Mansfeld                                                                  | 3 Mark    | 1915                                                                                             | Gedenkmünze Jahrhundertfeier der Zugehörigkeit der Grafschaft Mansfeld zu Preußen                | A                | 30.000                                   | 550              |
| Fürstentum Reuß älterer Linie Hauptstadt: Greiz; Fläche: 316 km²                     |           |                                                                                                  |                                                                                                  |                  |                                          |                  |
| Abbildung                                                                            | Nennwert  | Ausgabejahr(e)                                                                                   | Kurs-/Gedenkmünze Anlass/Motiv                                                                   | Präge- stätte    | geprägte Auflage                         | geprägte Auflage |
| Abbildung                                                                            | Nennwert  | Ausgabejahr(e)                                                                                   | Kurs-/Gedenkmünze Anlass/Motiv                                                                   | Präge- stätte    | stgl                                     | PP               |
|                                                                                      | 2 Mark    | 1877                                                                                             | Kursmünze Heinrich XXII.                                                                         | B                | 20.000                                   | vorhanden        |
| 2 Mark                                                                               | 1892      | Kursmünze Heinrich XXII.                                                                         | A                                                                                                | 10.000           | vorhanden                                |                  |
| Heinrich XXII                                                                        | 2 Mark    | 1899 1901                                                                                        | Kursmünze Heinrich XXII.                                                                         | A                | 10.000                                   | 120              |
| Heinrich XXIV                                                                        | 3 Mark    | 1909                                                                                             | Kursmünze Heinrich XXIV.                                                                         | A                | 10.000                                   | 400              |
| Fürstentum Reuß jüngerer Linie Hauptstadt: Gera; Fläche: 827 km²                     |           |                                                                                                  |                                                                                                  |                  |                                          |                  |
| Abbildung                                                                            | Nennwert  | Ausgabejahr(e)                                                                                   | Kurs-/Gedenkmünze Anlass/Motiv                                                                   | Präge- stätte    | geprägte Auflage                         | geprägte Auflage |
| Abbildung                                                                            | Nennwert  | Ausgabejahr(e)                                                                                   | Kurs-/Gedenkmünze Anlass/Motiv                                                                   | Präge- stätte    | stgl                                     | PP               |
|                                                                                      | 2 Mark    | 1884                                                                                             | Kursmünze Heinrich XIV.                                                                          | A                | 100.000                                  | vorhanden        |
| Königreich Sachsen Hauptstadt: Dresden; Fläche: 14.995 km²                           |           |                                                                                                  |                                                                                                  |                  |                                          |                  |
| Abbildung                                                                            | Nennwert  | Ausgabejahr(e)                                                                                   | Kurs-/Gedenkmünze Anlass/Motiv                                                                   | Präge- stätte    | geprägte Auflage                         | geprägte Auflage |
| Abbildung                                                                            | Nennwert  | Ausgabejahr(e)                                                                                   | Kurs-/Gedenkmünze Anlass/Motiv                                                                   | Präge- stätte    | stgl                                     | PP               |
| Albert                                                                               | 2 Mark    | 1876–1877 1879–1880 1883 1888                                                                    | Kursmünze Albert                                                                                 | E                | 2.409.431 93.619 55.700 90.995           | –                |
| Albert                                                                               | 5 Mark    | 1875–1876 1889                                                                                   | Kursmünze Albert                                                                                 | E                | 1.129.109 36.397                         | –                |
| Albert                                                                               | 2 Mark    | 1891 1893 1895–1896 1898–1902                                                                    | Kursmünze Albert                                                                                 | E                | 130.375 260.802 1.874.049                | vorhanden        |
| Albert                                                                               | 5 Mark    | 1891 1893–1895 1898–1902                                                                         | Kursmünze Albert                                                                                 | E                | 52.150 216.249 715.964                   | vorhanden        |
| Albert Tod                                                                           | 2 Mark    | 1902                                                                                             | Gedenkmünze Tod Alberts                                                                          | E                | 167.625                                  | 250              |
| Albert Tod                                                                           | 5 Mark    | 1902                                                                                             | Gedenkmünze Tod Alberts                                                                          | E                | 100.000                                  | 250              |
| Georg                                                                                | 2 Mark    | 1903–1904                                                                                        | Kursmünze Georg                                                                                  | E                | 2.011.984                                | >50              |
| Georg                                                                                | 5 Mark    | 1903–1904                                                                                        | Kursmünze Georg                                                                                  | E                | 826.941                                  | 50               |
| Georg Tod                                                                            | 2 Mark    | 1904                                                                                             | Gedenkmünze Tod Georgs                                                                           | E                | 150.000                                  | 55               |
| Georg Tod                                                                            | 5 Mark    | 1904                                                                                             | Gedenkmünze Tod Georgs                                                                           | E                | 37.200                                   | 70               |
| Friedrich August III.                                                                | 2 Mark    | 1905–1908 1911–1912 1914                                                                         | Kursmünze Friedrich August III.                                                                  | E                | 2.570.909 353.875 298.000                | vorhanden        |
| Friedrich August III.                                                                | 3 Mark    | 1908–1913                                                                                        | Kursmünze Friedrich August III.                                                                  | E                | 3.485.188                                | vorhanden        |
| Friedrich August III.                                                                | 5 Mark    | 1907–1908 1914                                                                                   | Kursmünze Friedrich August III.                                                                  | E                | 715.344 298.000                          | vorhanden        |
| Universität Leipzig                                                                  | 2 Mark    | 1909                                                                                             | Gedenkmünze 500-Jahrfeier Universität Leipzig                                                    | E                | 125.000                                  | 300              |
| Universität Leipzig                                                                  | 5 Mark    | 1909                                                                                             | Gedenkmünze 500-Jahrfeier Universität Leipzig                                                    | E                | 50.000                                   | 300              |
| Völkerschlacht                                                                       | 3 Mark    | 1913                                                                                             | Gedenkmünze Jahrhundertfeier der Völkerschlacht bei Leipzig                                      | E                | 999.999                                  | 17.000           |
| Reformationsjubiläum                                                                 | 3 Mark    | 1917                                                                                             | Gedenkmünze 400-jähriges Reformationsjubiläum                                                    | E                | –                                        | 100              |
| Herzogtum Sachsen-Altenburg Hauptstadt: Altenburg; Fläche: 1324 km²                  |           |                                                                                                  |                                                                                                  |                  |                                          |                  |
| Abbildung                                                                            | Nennwert  | Ausgabejahr(e)                                                                                   | Kurs-/Gedenkmünze Anlass/Motiv                                                                   | Präge- stätte    | geprägte Auflage                         | geprägte Auflage |
| Abbildung                                                                            | Nennwert  | Ausgabejahr(e)                                                                                   | Kurs-/Gedenkmünze Anlass/Motiv                                                                   | Präge- stätte    | stgl                                     | PP               |
| 75. Geburtstag                                                                       | 2 Mark    | 1901                                                                                             | Gedenkmünze 75. Geburtstag von Ernst I.                                                          | A                | 50.000                                   | 500              |
| 75. Geburtstag                                                                       | 5 Mark    | 1901                                                                                             | Gedenkmünze 75. Geburtstag von Ernst I.                                                          | A                | 20.000                                   | 500              |
| Regierungsjubiläum                                                                   | 5 Mark    | 1903                                                                                             | Gedenkmünze 50-jähriges Regierungsjubiläum von Ernst I.                                          | A                | 20.000                                   | 300              |
| Herzogtümer Sachsen-Coburg und Gotha Hauptstädte: Gotha und Coburg; Fläche: 1956 km² |           |                                                                                                  |                                                                                                  |                  |                                          |                  |
| Abbildung                                                                            | Nennwert  | Ausgabejahr(e)                                                                                   | Kurs-/Gedenkmünze Anlass/Motiv                                                                   | Präge- stätte    | geprägte Auflage                         | geprägte Auflage |
| Abbildung                                                                            | Nennwert  | Ausgabejahr(e)                                                                                   | Kurs-/Gedenkmünze Anlass/Motiv                                                                   | Präge- stätte    | stgl                                     | PP               |
|                                                                                      | 2 Mark    | 1895                                                                                             | Kursmünze Alfred                                                                                 | A                | 15.000                                   | vorhanden        |
| 5 Mark                                                                               | 1895      | Kursmünze Alfred                                                                                 | A                                                                                                | 4.000            | –                                        |                  |
| Carl Eduard                                                                          | 2 Mark    | 1905 1911                                                                                        | Kursmünze Carl Eduard                                                                            | A                | 10.000                                   | 2.000 100        |
| Carl Eduard                                                                          | 5 Mark    | 1907                                                                                             | Kursmünze Carl Eduard                                                                            | A                | 10.000                                   | –                |
| Herzogtum Sachsen-Meiningen Hauptstadt: Meiningen; Fläche: 2468 km²                  |           |                                                                                                  |                                                                                                  |                  |                                          |                  |
| Abbildung                                                                            | Nennwert  | Ausgabejahr(e)                                                                                   | Kurs-/Gedenkmünze Anlass/Motiv                                                                   | Präge- stätte    | geprägte Auflage                         | geprägte Auflage |
| Abbildung                                                                            | Nennwert  | Ausgabejahr(e)                                                                                   | Kurs-/Gedenkmünze Anlass/Motiv                                                                   | Präge- stätte    | stgl                                     | PP               |
| 75. Geburtstag Georgs II.                                                            | 2 Mark    | 1901                                                                                             | Gedenkmünze 75. Geburtstag von Georg II.                                                         | D                | 20.000                                   | –                |
| 75. Geburtstag Georgs II.                                                            | 5 Mark    | 1901                                                                                             | Gedenkmünze 75. Geburtstag von Georg II.                                                         | D                | 20.000                                   | –                |
| Georg II.                                                                            | 2 Mark    | 1902 1913                                                                                        | Kursmünze Georg II.                                                                              | D                | 20.000 5000                              | vorhanden        |
| Georg II.                                                                            | 3 Mark    | 1908 1913                                                                                        | Kursmünze Georg II.                                                                              | D                | 35.000 20.000                            | vorhanden        |
| Georg II.                                                                            | 5 Mark    | 1902 1908                                                                                        | Kursmünze Georg II.                                                                              | D                | 20.000 60.000                            | –                |
|                                                                                      | 2 Mark    | 1915                                                                                             | Gedenkmünze Tod Georgs II.                                                                       | D                | 30.000                                   | vorhanden        |
| 3 Mark                                                                               | 1915      | Gedenkmünze Tod Georgs II.                                                                       | D                                                                                                | 30.000           | vorhanden                                |                  |
| Großherzogtum Sachsen-Weimar-Eisenach Hauptstadt: Weimar; Fläche: 3595 km²           |           |                                                                                                  |                                                                                                  |                  |                                          |                  |
| Abbildung                                                                            | Nennwert  | Ausgabejahr(e)                                                                                   | Kurs-/Gedenkmünze Anlass/Motiv                                                                   | Präge- stätte    | geprägte Auflage                         | geprägte Auflage |
| Abbildung                                                                            | Nennwert  | Ausgabejahr(e)                                                                                   | Kurs-/Gedenkmünze Anlass/Motiv                                                                   | Präge- stätte    | stgl                                     | PP               |
| Carl Alexander                                                                       | 2 Mark    | 1892                                                                                             | Gedenkmünze Goldene Hochzeit von Carl Alexander und Sophie                                       | A                | 50.000                                   | vorhanden        |
| Carl Alexander                                                                       | 2 Mark    | 1898                                                                                             | Gedenkmünze 80. Geburtstag von Carl Alexander                                                    | A                | 100.000                                  | vorhanden        |
|                                                                                      | 2 Mark    | 1901                                                                                             | Gedenkmünze Regierungsantritt von Wilhelm Ernst                                                  | A                | 100.000                                  | vorhanden        |
| Hochzeit mit Caroline                                                                | 2 Mark    | 1903                                                                                             | Gedenkmünze Hochzeit von Wilhelm Ernst und Caroline                                              | A                | 40.000                                   | 1.000            |
| Hochzeit mit Caroline                                                                | 5 Mark    | 1903                                                                                             | Gedenkmünze Hochzeit von Wilhelm Ernst und Caroline                                              | A                | 24.000                                   | 1.000            |
| Universität Jena                                                                     | 2 Mark    | 1908                                                                                             | Gedenkmünze 350-Jahrfeier der Universität Jena                                                   | A                | 50.000                                   | –                |
| Universität Jena                                                                     | 5 Mark    | 1908                                                                                             | Gedenkmünze 350-Jahrfeier der Universität Jena                                                   | A                | 40.000                                   | –                |
| Hochzeit mit Feodora                                                                 | 3 Mark    | 1910                                                                                             | Gedenkmünze Hochzeit von Wilhelm Ernst und Feodora                                               | A                | 133.000                                  | vorhanden        |
| Jahrhundertfeier Großherzogtum                                                       | 3 Mark    | 1915                                                                                             | Gedenkmünze Jahrhundertfeier des Großherzogtums Sachsen-Weimar-Eisenach                          | A                | 50.000                                   | 200              |
| Fürstentum Schaumburg-Lippe Hauptstadt: Bückeburg; Fläche: 340 km²                   |           |                                                                                                  |                                                                                                  |                  |                                          |                  |
| Abbildung                                                                            | Nennwert  | Ausgabejahr(e)                                                                                   | Kurs-/Gedenkmünze Anlass/Motiv                                                                   | Präge- stätte    | geprägte Auflage                         | geprägte Auflage |
| Abbildung                                                                            | Nennwert  | Ausgabejahr(e)                                                                                   | Kurs-/Gedenkmünze Anlass/Motiv                                                                   | Präge- stätte    | stgl                                     | PP               |
|                                                                                      | 2 Mark    | 1898 1904                                                                                        | Kursmünze Georg                                                                                  | A                | 5.000                                    | 162 200          |
| 5 Mark                                                                               | 1898 1904 | Kursmünze Georg                                                                                  | A                                                                                                | 3.000            | 90 200                                   |                  |
| Tod Georgs                                                                           | 3 Mark    | 1911                                                                                             | Gedenkmünze Tod Georgs                                                                           | A                | 50.000                                   | vorhanden        |
| Fürstentum Schwarzburg-Rudolstadt Hauptstadt: Rudolstadt; Fläche: 941 km²            |           |                                                                                                  |                                                                                                  |                  |                                          |                  |
| Abbildung                                                                            | Nennwert  | Ausgabejahr(e)                                                                                   | Kurs-/Gedenkmünze Anlass/Motiv                                                                   | Präge- stätte    | geprägte Auflage                         | geprägte Auflage |
| Abbildung                                                                            | Nennwert  | Ausgabejahr(e)                                                                                   | Kurs-/Gedenkmünze Anlass/Motiv                                                                   | Präge- stätte    | stgl                                     | PP               |
| Günther Victor                                                                       | 2 Mark    | 1898                                                                                             | Kursmünze Günther Victor                                                                         | A                | 100.000                                  | 375              |
| Fürstentum Schwarzburg-Sondershausen Hauptstadt: Sondershausen; Fläche: 862 km²      |           |                                                                                                  |                                                                                                  |                  |                                          |                  |
| Abbildung                                                                            | Nennwert  | Ausgabejahr(e)                                                                                   | Kurs-/Gedenkmünze Anlass/Motiv                                                                   | Präge- stätte    | geprägte Auflage                         | geprägte Auflage |
| Abbildung                                                                            | Nennwert  | Ausgabejahr(e)                                                                                   | Kurs-/Gedenkmünze Anlass/Motiv                                                                   | Präge- stätte    | stgl                                     | PP               |
|                                                                                      | 2 Mark    | 1896                                                                                             | Kursmünze Karl Günther                                                                           | A                | 50.000                                   | 190              |
| Regierungsjubiläum Karl Günther                                                      | 2 Mark    | 1905                                                                                             | Gedenkmünze 25. Regierungsjubiläum Karl Günthers                                                 | A                | 75.000                                   | 10.000           |
| Tod Karl Günthers                                                                    | 3 Mark    | 1909                                                                                             | Gedenkmünze Tod Karl Günthers                                                                    | A                | 70.000                                   | >100             |
| Fürstentümer Waldeck und Pyrmont Hauptstädte: Arolsen und Pyrmont; Fläche: 1121 km²  |           |                                                                                                  |                                                                                                  |                  |                                          |                  |
| Abbildung                                                                            | Nennwert  | Ausgabejahr(e)                                                                                   | Kurs-/Gedenkmünze Anlass/Motiv                                                                   | Präge- stätte    | geprägte Auflage                         | geprägte Auflage |
| Abbildung                                                                            | Nennwert  | Ausgabejahr(e)                                                                                   | Kurs-/Gedenkmünze Anlass/Motiv                                                                   | Präge- stätte    | stgl                                     | PP               |
|                                                                                      | 5 Mark    | 1903                                                                                             | Kursmünze Friedrich                                                                              | A                | 2.000                                    | 300              |
| Königreich Württemberg Hauptstadt: Stuttgart; Fläche: 19.507 km²                     |           |                                                                                                  |                                                                                                  |                  |                                          |                  |
| Abbildung                                                                            | Nennwert  | Ausgabejahr(e)                                                                                   | Kurs-/Gedenkmünze Anlass/Motiv                                                                   | Präge- stätte    | geprägte Auflage                         | geprägte Auflage |
| Abbildung                                                                            | Nennwert  | Ausgabejahr(e)                                                                                   | Kurs-/Gedenkmünze Anlass/Motiv                                                                   | Präge- stätte    | stgl                                     | PP               |
|                                                                                      | 2 Mark    | 1876–1877 1880 1883 1888                                                                         | Kursmünze Karl                                                                                   | F                | 2.661.777 128.943 73.872 123.140         | vorhanden        |
| Karl                                                                                 | 5 Mark    | 1874–1876 1888                                                                                   | Kursmünze Karl                                                                                   | F                | 1.326.926 49.258                         | vorhanden        |
| Wilhelm II.                                                                          | 2 Mark    | 1892–1893 1896 1898–1908 1912–1914                                                               | Kursmünze Wilhelm II.                                                                            | F                | 351.055 351.031 9.115.537 794.753        | vorhanden        |
| Wilhelm II.                                                                          | 3 Mark    | 1908–1914                                                                                        | Kursmünze Wilhelm II.                                                                            | F                | 5.318.469                                |                  |
| Wilhelm II.                                                                          | 5 Mark    | 1892–1895 1898–1908 1913                                                                         | Kursmünze Wilhelm II.                                                                            | F                | 361.134 3.237.225 401.200                | vorhanden        |
| Silberne Hochzeit                                                                    | 3 Mark    | 1911                                                                                             | Gedenkmünze Silberne Hochzeit von Wilhelm II. und Charlotte                                      | F                | 500.000                                  | vorhanden        |
|                                                                                      | 3 Mark    | 1916                                                                                             | Gedenkmünze 25-jähriges Regierungsjubiläum Wilhelm II.                                           | F                | 1.000                                    | –                |

## Besonderheiten

### Prägefehler/-abweichungen
- Ein Prägefehler bei einigen Münzen ist die fehlerhafte Randschrift OTT MIT UNS, so z. B. bei einigen 3-Mark-Kursmünzen Anhalts von 1909 und einigen 5-Mark-Münzen Preußens mit dem Kopfbild Wilhelms II.
  - Bei der 5-Mark-Münze Württembergs von 1908 ist bei einigen Münzen die Randschrift OTT MI UNS vorhanden.
- Das Wort BADEN ist bei einigen 5-Mark-Münzen Badens 1875–1891 ohne Querstrich beim A geschrieben, also: BΛDEN.
- Bei der badischen 5-Mark-Kursmünze von 1913 kommt es vor, dass das D in BADEN oben offen ist.
- „Ottos Locken“ auf den 5- und 2-Mark-Münzen Bayerns von 1888 bis 1913
  - Offene/Geschlossene Stirnlocke: Durch Polieren des Prägestempels wurde die ursprünglich geschlossene Stirnlocke Ottos zu einer offenen Stirnlocke.
  - Locken über dem Ohr: Durch Stempelverschiedenheiten gibt es entweder mehrere Locken oder eine große Locke über dem Ohr.
- 2 und 5 Mark Sachsen-Meiningen: Die 2- und 5-Mark-Münzen Sachsen-Meiningens weisen zwei verschiedene Varianten auf:
  - Der Bart des Herzogs ist ungefähr 1,5 mm vom Perlkreis entfernt.
  - Der Bart berührt den Perlkreis.

### Weiteres
- Bremen wollte ursprünglich 1914 ein 3-Mark-Stück prägen. Der Ausbruch des Ersten Weltkriegs verhinderte dies jedoch.
- Mecklenburg-Schwerin hatte geplant, 1919 2- und 5-Mark-Münzen zum 500-jährigen Jubiläum der Universität Rostock zu prägen.

In Preußen war 1915 eine Gedenkmünze auf den 100. Geburtstag Bismarcks angedacht.
Dadurch, dass die Prägezahlen aufgrund der hohen Nachfrage, die eine Anzahl von 100 Millionen überschritten hätte und damit über der Auflage der Münzen der Befreiungskrieg oder des 25. Regierungsjubiläums Wilhelms II. (ungefähr 9 Millionen) lag, wurde die größere Beliebtheit Bismarcks gegenüber dem Kaiser deutlich, weshalb der Plan fallen gelassen wurde.